# USS Renville
 (septembre 2010).
Le USS Renville (APA-227) était un navire de transport de troupes en service dans la marine américaine durant la Seconde Guerre mondiale, la guerre de Corée et la guerre du Viêt Nam. Il portait le nom de comtés du Minnesota et du Dakota du Nord. Il fut lancé par les chantiers Kaiser Shipyards de Vancouver (Washington), le 25 octobre 1944, et mis en service le 15 novembre 1944, avec le captain William W. Ball comme commandant.

## Service

### Seconde Guerre mondiale
En janvier 1945, le Renville gagne Guadalcanal. En mars, il prend à son bord 1 620 soldats prêts pour un débarquement à Okinawa.

#### Débarquement à Okinawa
Les péniches du Renville débarquent les troupes sur les plages d'Okinawa le 1er avril. Le 5, le Renville gagne San Francisco via Saipan et Pearl Harbor. Jusqu'à la fin de la guerre, il transportera des troupes et du ravitaillement entre la côte Pacifique des États-Unis et les îles du Pacifique.

### Après la fin des hostilités
En septembre 1945, le Renville transporte 1 436 prisonniers de guerre alliés du Japon à Manille. En 1946, il ramène des troupes aux États-Unis. Il sert ensuite le long de la côte Pacifique.

### Missions de paix
Alors qu'il est en opération dans l'ouest du Pacifique, le Renville reçoit en décembre 1947 l'ordre de gagner Jakarta en Indonésie. Il devient alors le quartier général de la commission des Nations unies chargée de négocier un règlement entre les troupes néerlandaises et les forces républicaines indonésiennes. Le résultat en sera l'accord du Renville, signé le 17 janvier 1948. 

## Retrait du service
En 1967, il est préparé pour être désarmé. Transféré à l’United States Maritime Administration (MARAD) le 23 avril 1968, il rejoint le National Defense Reserve Fleet à Suisun Bay en Californie. Il fut transformé en transport amphibie (LPA-227) le 1er janvier 1969. Il fut rayé du Naval Vessel Register le 1er septembre 1976 et disposed of par la MARAD le 19 février 1982. Son sort final est inconnu.

## Décorations
Le Renville a reçu une battle star pour services rendus durant la Seconde guerre mondiale, deux pour la guerre de Corée et quatre pour la guerre du Viêt Nam.